# 래브라도반도

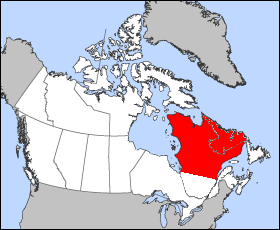
래브라도 반도

래브라도반도(Labrador Peninsula)는 캐나다 동부의 반도이다. 서쪽으로 허드슨만, 북쪽으로 허드슨 해협, 동쪽으로 래브라도해, 남동쪽으로 세인트로렌스만과 접한다. 뉴펀들랜드 래브라도주의 래브라도 지역과 퀘벡주의 북부 지역에 해당한다.